# 여경옥
여경옥(1963년 ~ )은 대한민국의 요리연구가이다.

## 경력
- 1984년 호텔신라 입사
- 1991년 서울시장 특별상 수여
- 1995년 신라호텔 중식당 팔선 주방장

## 방송
- EBS1 최고의 요리비결
- KBS2 TV는 사랑을 싣고 - 게스트 5회
- JTBC 딹, 싸움